# Porta Santi Quaranta
Porta Santi Quaranta è una delle tre porte delle mura cinquecentesche di Treviso.  Si trova alla fine di borgo Cavour.  In passato garantiva l'accesso in città da ovest (Castelfranco Veneto e Vicenza, Padova, Feltre).
Trae il nome dalla vicina chiesa intitolata ai quaranta martiri di Sebaste, l'attuale Sant'Agnese.
La porta attuale fu realizzata nel 1516, forse su progetto di Alessandro Leopardi, dal podestà veneziano Andrea Vendramin che la battezzò "Porta Vendramina", apponendovi una lapide autocelebrativa. Ciò non piacque al Consiglio dei Dieci, che mutò la denominazione e fece rimuovere l'iscrizione (il fornice meridionale riporta tuttora i segni della scalpellatura).

## La precedente porta medievale

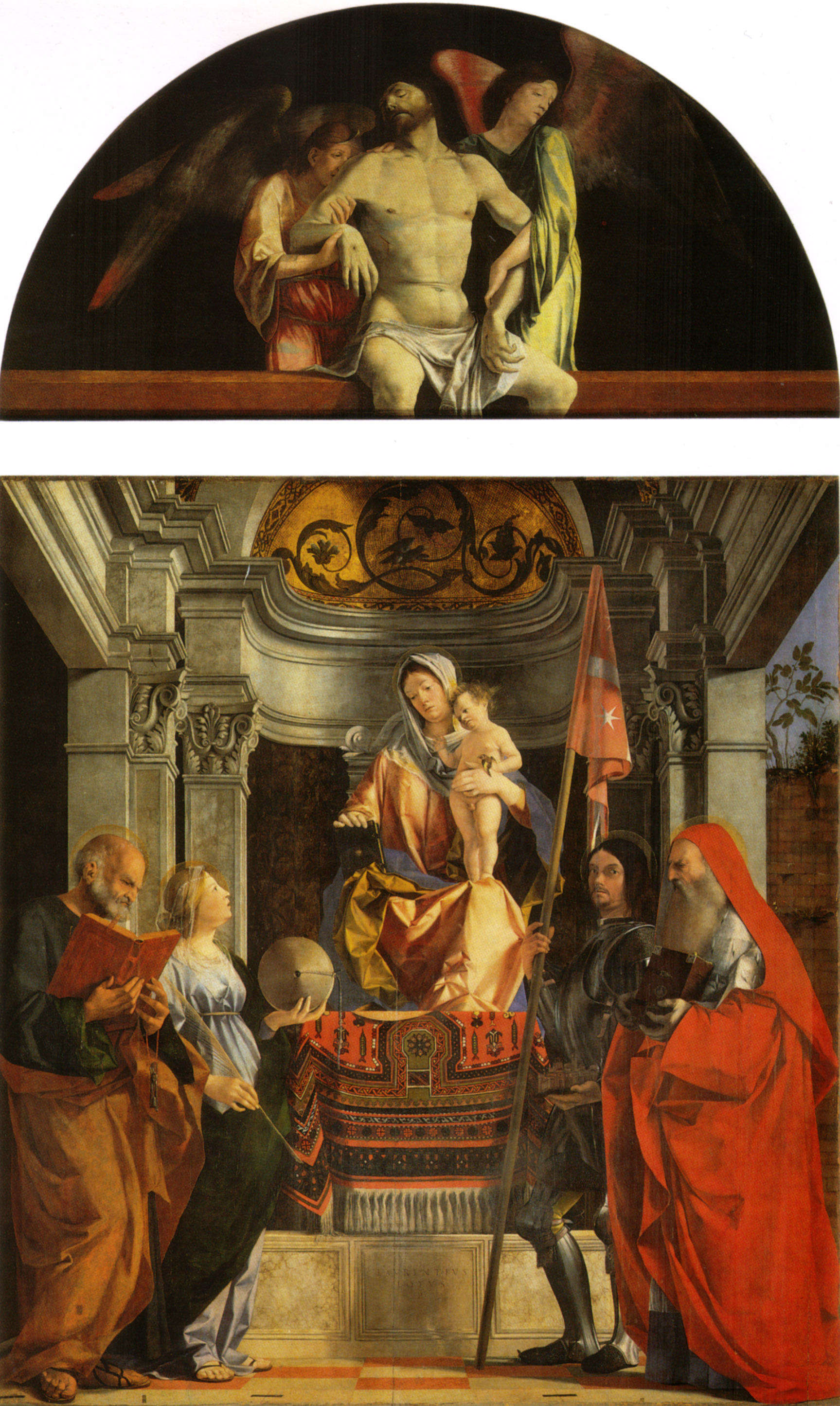
La pala di Santa Cristina di Lorenzo Lotto

In zona era già presente una porta di accesso alla città, sempre intitolata ai Santi Quaranta martiri, ma era più arretrata lungo borgo Cavour rispetto a quella attuale.
Dopo la battaglia di Legnano del 29 maggio 1176 Treviso, città in cui si era già costituito un comune, sentì l'esigenza di tutelare la propria autonomia del mondo .  Si pensò dunque di costruire nuove opere difensive.  Sotto il podestà Oberto Visdomini (1176-1178) iniziò dunque la costruzione di nuove mura per la città, in sostituzione della precedente cerchia romana.  Lungo queste mura si aprivano ben tredici porte: una di queste era proprio Porta Santi Quaranta.  Era ubicata all'incrocio tra le attuali via San Liberale, via Caccianiga e borgo Cavour.  Uno scorcio di questa porta è riconoscibile nella Pala di Santa Cristina di Lorenzo Lotto.
La struttura era simile alle porte delle mura di Castelfranco Veneto, costruite dagli stessi ingegneri pochi anni dopo.  Il fossato esterno a difesa delle mura era costituito dal canale delle Cantarane, che ancora scorre - interrato - sotto via San Liberale.
Un'altra duplice immagine della porta medievale potrebbe essere quella che appare sulla tomba di Cangrande della Scala, in bassorilievo, all'esterno della chiesa di Santa Maria Antica a Verona.

## La porta rinascimentale (attuale)
Il 10 dicembre 1508 venne creata la lega di Cambrai: papa Giulio II riunì Massimiliano I d'Asburgo (imperatore del Sacro Romano Impero), Luigi XII di Francia, Ferdinando II d'Aragona, per una guerra contro la Repubblica di Venezia.

La Repubblica decise di fortificare Padova e Treviso, città sulle quali aveva esteso il suo dominio, come estrema difesa.  A Treviso le mura e le porte medievali vennero rase al suolo per realizzare la nuova fortezza costituita dall'intera città.  Sorsero così le mura rinascimentali, costruite prima sotto la direzione di fra Giovanni Giocondo, poi di Lorenzo Cerri e infine di Bartolomeo d'Alviano, autore del progetto definitivo delle nuove mura, approvato dal Senato veneziano nel 1516.  Le porte che si aprivano su queste mura erano ridotte a tre: porta Altinia del 1514, porta Santi Quaranta del 1516-1517 e porta San Tomaso del 1518.

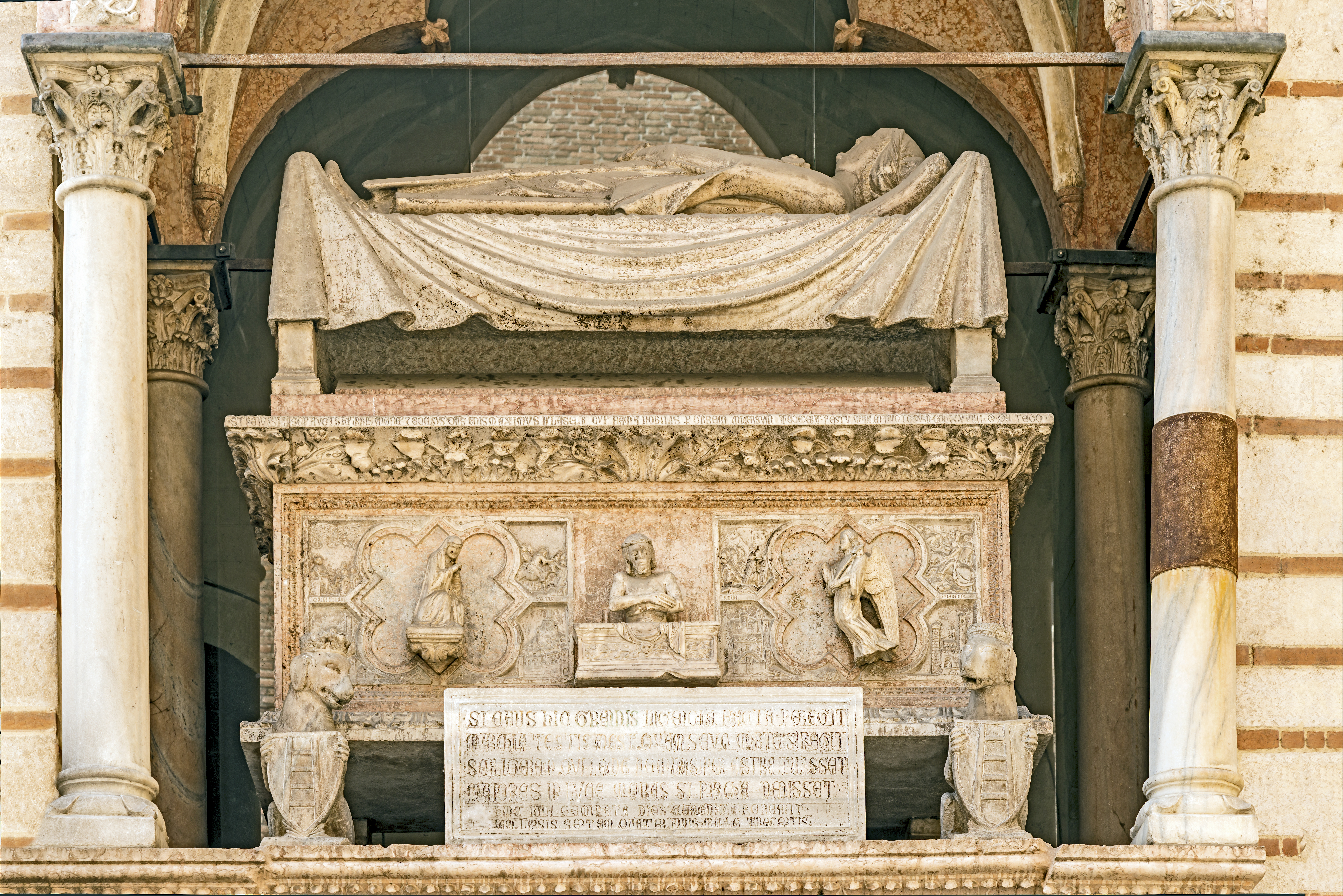
L'arca di Cangrande della Scala

Porta Santi Quaranta venne forse realizzata dallo scultore e architetto Alessandro Leopardi in chiaro stile rinascimentale.  La facciata verso la campagna è scandita da quattro lesene di pietra d'Istria, con alto zoccolo, che sorreggono la trabeazione. Ad impreziosire gli spazi tra una lesena e l'altra, oltre allo stemma del podestà Vendramin, vi sono quelli della città e del doge Leonardo Loredan.
Sopra e sotto la porta erano installate delle cannoniere, rispettivamente per il tiro di gittata e per quello radente.  Sulla facciata esterna venne installato un altorilievo di un leone di San Marco, che venne poi distrutto dalle truppe napoleoniche nel 1797 (attualmente si può vedere sulla porta una copia di quel leone, realizzata nel 1909 da Annibale De Lotto).
Ai lati dell'arco centrale vi sono due piccoli portali: quello di sinistra è sormontato da un'iscrizione dedicata a Bartolomeo d'Alviano, che aveva collaborato alla costruzione e al completamento della cerchia muraria: «Bartolomeo Liviano veneti exercitus imperatore designante idemque comprobante Senatu»; sopra quello di destra invece, sono ancora evidenti le tracce della lapide dedicata a se stesso dal podestà Andrea Vendramin. Questa iscrizione venne scalpellata nel 1691 per ordine della Repubblica di Venezia e da allora la "Porta Vendramina" riprese il proprio originario nome di Porta Santi Quaranta.
La porta è legata anche agli eventi del Risorgimento italiano, ricordati da due lapidi murate all'interno: 
- il 14 giugno 1848 uscì da qui il presidio che aveva difeso la città dagli Austriaci, al quale gli avversari concessero l'onore delle armi donando - cosa assolutamente inconsueta - due cannoni da campagna (oggi dispersi).  Il 23 marzo le truppe austriache, dopo il moto insurrezionale di Venezia che aveva ripristinato l'indipendenza della città lagunare, si ritirarono anche dalla provincia di Treviso. Treviso si era posta sotto la dipendenza del governo provvisorio di Venezia: in città erano giunti dei volontari provenienti dallo Stato Pontificio e dal Regno delle due Sicilie per combattere contro gli austriaci. Questo combattimento terminò però con la sconfitta dei volontari italiani, cacciati dalla città attraverso la porta Santi Quaranta e la vittoria degli Austriaci, che appunto resero l'"onore delle armi".[1]

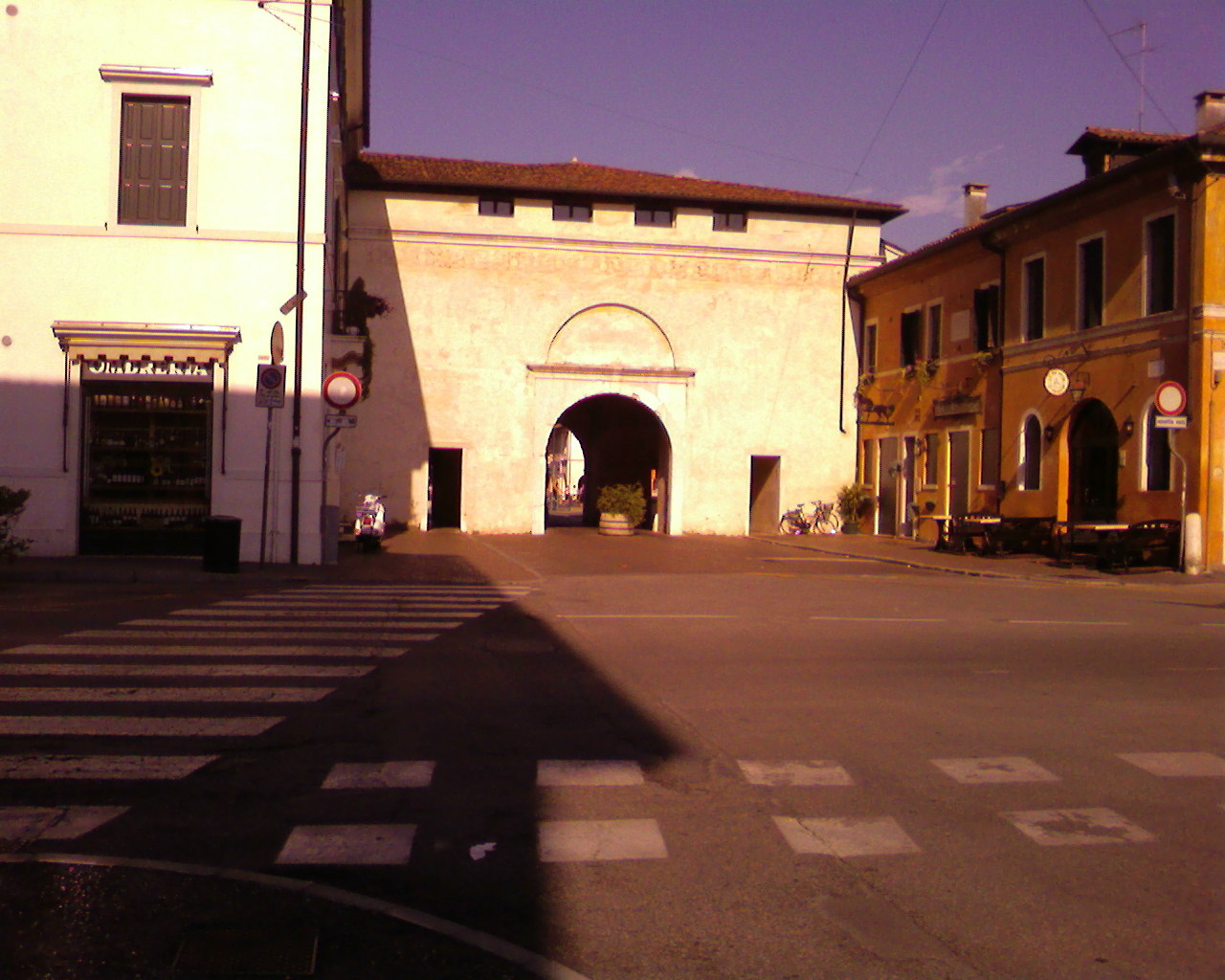
La porta dall'interno

- La porta dall'interno il 15 luglio 1866, al termine della terza guerra d'indipendenza, da Porta Santi Quaranta entrarono i cavalleggeri del Monferrato provenienti da Padova, accolti dall'esultanza della popolazione trevigiana. La porta venne per l'occasione ribattezzata "Porta Cavour": ritornò al nome originale nel 1932.

Fra il 1911 e il 1938 la porta fu attraversata dal binario della linea 2 della rete tranviaria di Treviso.
Sulla parete interna meridionale è murato un bassorilievo quattrocentesco che raffigura il patrono san Liberale armato con lo scudo e il vessillo della città; potrebbe provenire da una porta della cinta medievale, forse quella omonima . Il leone marciano posto sul lato esterno, invece, non è l'originale, ma è un lavoro del 1909. Sopra l'arco centrale, una duplice iscrizione indica il nome della porta: in latino per chi esce da Treviso (Porta Sanctorum Quadraginta) e in dialetto locale per chi vi entra (Porta de Sancti Quaranta).
Tre fessure verticali servivano per l'antico ponte levatoio, sostituito nel XVIII secolo dall'attuale ponte in muratura sul fossato.
Nel 2006 è stata collocata, di fronte alla porta, la riproduzione ottocentesca di un piccolo cannone del XVI secolo.